# Mozartův dům St. Gilgen
Mazartův dům St. Gilgen (německy: Mozarthaus St. Gilgen) je muzeum a chráněná památka v obci Sankt Gilgen, nacházející se v regionu Solná komora v Salcbursku. Budova je známá jako rodný dům Anny Marie Mozartové, matky skladatele Wolfganga Amadea Mozarta, a jeho starší sestry Marie Anny Mozartové.

## Historie
Památník, nacházející se v bývalém ošetřovatelském dvoře ve St. Gilgenu, má původ sahající až do roku 1569, přičemž až v roce 1691 sem byl přemístěn ošetřovatelský dvůr. V letech 1718 až 1720 proběhla rozsáhlá přestavba, iniciována Wolfgangem Nikolausem Pertlem, Mozartovým dědečkem. V této budově se 25. prosince 1720 narodila matka Wolfganga Amadea Mozarta, rozená Pertlová.
Zanedbání vztahu Mozartovy rodiny s městem St. Gilgen v 19. století bylo napraveno v roce 1905 s objevem starých spisů soudcem Antonem Matzigem. Dům, dnes v držení kulturního sdružení Mozartdorf St. Gilgen, byl v roce 2007 vyhlášen chráněnou památkou a od roku 2008 slouží jako sídlo stálé expozice o životě Anny Marie Mozartové. Kromě toho je sídlem komorního orchestru MA Mozart St. Gilgen a nabízí prostory k pronájmu pro různé kulturní akce.